# Jasna Mittler
Jasna Mittler (* 18. März 1975 in Neuwied, aufgewachsen in Mendig/Eifel) ist eine deutsche Schriftstellerin.

## Leben und Werk
Jasna Mittler, geboren 1975 in Neuwied, besuchte im Rahmen ihres Studiums der Kulturwissenschaften und ästhetischen Praxis an der Universität Hildesheim – mit den Schwerpunkten Bildende Kunst und Literatur – Seminare bei Hanns-Josef Ortheil, der auch ihre Diplomarbeit betreute.
Seit 2002 ist sie als freie Autorin und Dozentin für Kreatives Schreiben in Köln tätig, wo sie mit ihrer Familie lebt.
Jasna Mittler ist Mitglied bei den Mörderischen Schwestern.

## Werke
- Der heilige Erwin. Eine Weihnachtsgeschichte in 24 Kapiteln, List Verlag, Berlin 2005
- Der heilige Erwin. Gelesen von Hugo Egon Balder, Hörbuch, Eichborn/Lido, Frankfurt am Main 2006
- Der heilige Erwin und die Liebe: Eine Weihnachtsgeschichte in 24 Kapiteln. List Verlag, Berlin 2011. ISBN 978-3471350652
- Meine erste bis neunundneunzigste Liebe. Dumont  Verlag, Köln 2012. ISBN 978-3832196929
- Blau-Auge, Roman, Verlag schruf & stipetic, Berlin 2021 ISBN 978-3944359618

- Beiträge in Anthologien, u. a.:
  - Erzählung Nachtschicht, in: Literaturjahrbuch 11, Frankfurt am Main 2005
  - Erzählung Die Patin, in: Gefährliche Gefühle, Fischer Taschenbuch Verlag, Frankfurt am Main 2006
  - Erzählung Personenschaden, in: Gänsehautprothesen. Eine Anthologie der Lesebühne am Brüsseler Platz, Köln 2007

## Auszeichnungen
- Martha-Saalfeld-Förderpreis des Ministeriums für Wissenschaft, Weiterbildung, Forschung und Kultur Rheinland-Pfalz, 2004
- Agatha-Christie-Krimipreis 2006, zweiter Platz
- Rolf-Dieter-Brinkmann-Stipendium der Stadt Köln, 2006
- Aufenthaltsstipendium für die Villa Decius (Kraków), 2007